# قاي وارتون
قاي وارتون (بالإنجليزية: Guy Wharton)‏ (5 ديسمبر 1916 - 1990) هو لاعب كرة قدم بريطاني (وحمل سابقاً جنسية المملكة المتحدة لبريطانيا العظمى وأيرلندا) في مركز الوسط. لعب مع وولفرهامبتون واندررز ونادي تشستر سيتي ودارلينجتون إف سى.

## وصلات خارجية
1. ↑   https://www.tradingcarddb.com/Person.cfm/pid/197593/. {{استشهاد ويب}}: |url= بحاجة لعنوان (مساعدة) والوسيط |title= غير موجود أو فارغ (من ويكي بيانات) (مساعدة)